# 8e Infanteriebrigade (Canada)
De 8e Canadese Infanteriebrigade was een infanterie formatie van het 3e Canadese infanteriedivisie tijdens de Tweede Wereldoorlog.

## Tweede Wereldoorlog
Na de opleiding in het Verenigd Koninkrijk, werd de 8e brigade gevormd als aanvalseenheid tijdens Operatie Overlord op Juno Beach. De eenheid ging in Courseulles-sur-Mer, Bernières-sur-Mer en St Aubin-sur-Mer aan land, met als taak de stranden vrij te maken en een bruggenhoofd te vormen alvorens landinwaarts te trekken. Het vrijmaken van Courseulles was redelijk snel gebeurt met dank aan een gedetailleerde planning. Ondanks dat ze hun doelen bereikt hadden op eerste avond van de landing, duurde het nog eens een tien dagen om Duitse verdedigingsstellingen "vrij te maken" die ze onderweg tegenkwamen.

## Slagorde
- The Queen's Own Rifles of Canada
- Le Régiment de la Chaudière
- The North Shore (New Brunswick) Regiment
- 8 Canadian Infantry Brigade Ground Defence Platoon (Lorne Scots)

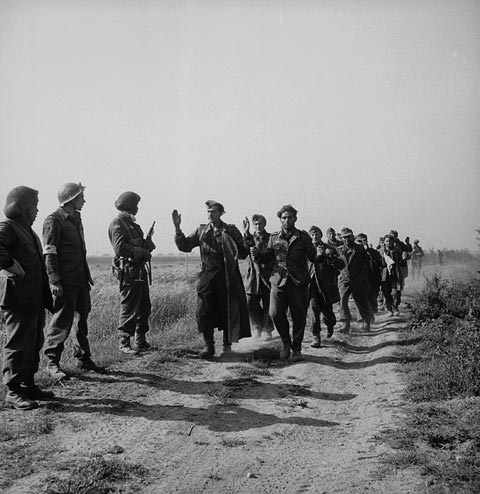
Leden van de Luftwaffe die gevangengenomen waren door het 8th Canadian Infantry Brigade tijdens een aanval op een fabriek in Ranville, 1944.